# Tlenek niobu(V)
Tlenek niobu(V), Nb2O5 – nieorganiczny związek chemiczny z grupy tlenków, w którym niob występuje na V stopniu utlenienia.

## Otrzymywanie
Tlenek niobu(V) powstaje w czasie prażenia niobu w warunkach atmosferycznych:
4Nb + 5O2 → 2Nb2O5
W postaci uwodnionej powstaje także podczas hydrolizy innych związków niobu(V).

## Właściwości
Tlenek niobu(V) jest białym ciałem stałym, nierozpuszczalnym w wodzie. Rozpuszcza się w kwasie fluorowodorowym oraz w mieszaninie kwasu siarkowego i nadtlenku wodoru. Podczas ogrzewania sublimuje. W reakcjach z zasadami daje niobiany(V). Redukcja tlenku niobu(V) wodorem daje tlenek niobu(IV):
Nb2O5 + H2 → 2NbO2 + H2O

## Zastosowanie
Jest stosowany do otrzymywania niobu w procesie redukcji węglem lub sodem:
- 2Nb2O5 + 5C → 4Nb + 5CO2
- Nb2O5 + 10Na → 2Nb + 5Na2O